# Robert Lea
Robert Lea (conocido como Bobby Lea; Easton, 17 de octubre de 1983) es un deportista estadounidense que compite en ciclismo en las modalidades de pista y ruta. Ganó una medalla de bronce en el Campeonato Mundial de Ciclismo en Pista de 2015, en la prueba de scratch.

## Medallero internacional
| Campeonato Mundial | Campeonato Mundial      | Campeonato Mundial | Campeonato Mundial |
| Año                | Lugar                   | Medalla            | Competición        |
| ------------------ | ----------------------- | ------------------ | ------------------ |
| 2015               | Saint-Quentin (Francia) | Medalla de bronce  | Scratch            |